# Тотатиче
Тотатиче (исп. Totatiche) — небольшой городок в Мексике, в штате Халиско, входит в состав одноименного муниципалитета и является его административным центром. Численность населения, по данным переписи 2020 года, составила 1338 человек.

## Топонимика
Название Totatiche с языка науатль можно перевести как: место почитания родителей.

## История
В до-испанские времена по территории Тотатиче проходили границы коренных племен тепеканов, касканов и сакатеков. Все они именовались чичимеками, считались воинственными и нецивилизованными.
В апреле 1530 года Нуньо Бельтран де Гусман отправляет капитана Педро Альминдеса Чирино из Эль-Туле в сторону Сакатекаса. По возвращении из него Альмендес должен был встретиться с Бельтраном де Гусманом в Тепике. Маршрут пролегал через территории нынешнего Тотатиче и на запад к каньону Боланьос. По прибытии в Тепик он сообщил Нуньо Бельтрану о богатстве серебра в этом районе.
Тотатиче был основан в апреле 1595 года капитаном Мигелем Кальдерой, майором юстиции и защитником племён чичимеков.
В 1591 году вице-король Новой Испании послал несколько сотен семей тлашкальтеков поселиться в соседнем Колотлане, чтобы заселить регион и помочь умиротворить чичимеков региона. Считается, что некоторые из этих семей позже были переселены в Тотатиче с аналогичными целями. Основав монастырь в соседнем Колотлане в августе 1591 года, Хуан Гомес приступил к обращению местных коренных племен в христианство.
Во второй половине XVII века в регионе было всего семь асьенд: Акатепулько, основанный в 1571 году, Санта-Мария-де-Грасия, Тотолько, Эль-Салитре, Хонакатик, Патауа и Картахенас. Население начало расти после 1730 года из-за близости к серебряным рудникам в соседнем Боланьосе. Тотатиче зависел от Колотлана в религиозных и административных целях до 1755 года, когда был основан местный приход. Строительство ныне существующего приходского храма в центре города было завершено в 1901 году.
2 апреля 1878 года поселению был присвоен статус вильи.
В Тотатиче находится вспомогательная семинария Архиепархии Гвадалахары. Семинария была основана в 1915 году святым Кристобалем Магалланесом Хара, который был арестован в городе в 1926 году и позже казнен в соседнем Колотлане в рамках преследования духовенства во время восстания кристерос.

## Климат
В Тотатиче лето жаркое, зима прохладная. Весенний сезон неярко выражен. Круглый год сухо и переменно облачно. В течение года температура обычно колеблется от 4°С до 30°С и редко бывает ниже 0°С или выше 33°С. Среднегодовая температура составляет 17,9 °C, максимальная — 25,7 °C, минимальная — 10,1 °C. Вероятность дождливых дней в Тотатиче очень сильно варьируется в течение года. Более влажный сезон длится 3,6 месяца, с 10 июня по 28 сентября, вероятность дождливого дня на этот период превышает 36 %. Сухой сезон длится 8,4 месяца, с 28 сентября по 10 июня. Июль является самым влажным месяцем в Тотатиче со средним количеством осадков 144,8 мм. Месяц с наименьшим количеством дождливых дней в Тотатиче — апрель со средним количеством осадков 2,5 мм. Среднее количество осадков составляет 764,9 мм.
| Показатель                    | Янв. | Фев. | Март | Апр. | Май  | Июнь | Июль  | Авг. | Сен. | Окт. | Нояб. | Дек. |
| ----------------------------- | ---- | ---- | ---- | ---- | ---- | ---- | ----- | ---- | ---- | ---- | ----- | ---- |
| Средний суточный максимум, °C | 21,6 | 23,9 | 26,1 | 28,9 | 30,5 | 28,9 | 26,7  | 26,1 | 25,5 | 25,5 | 23,9  | 22,2 |
| Средний суточный минимум, °C  | 3,9  | 5    | 6,7  | 8,9  | 12,2 | 15   | 15    | 14,4 | 13,9 | 10,5 | 6,6   | 4,4  |
| Норма осадков, мм             | 25,4 | 73,6 | 15,2 | 2,5  | 12,7 | 86,4 | 144,8 | 127  | 88,9 | 30,5 | 10,1  | 10,1 |
| Источник: weatherspark.com    |      |      |      |      |      |      |       |      |      |      |       |      |

Исходя из рейтинга туризма, лучшее время года для посещения Тотатиче для занятий в теплую погоду — с начала мая до середины июня.

## Население
| Год  | Численность | Численность |
| ---- | ----------- | ----------- |
| 2000 | 1714        | [ 11 ]      |
| 2005 | 1287        | [ 12 ]      |
| 2010 | 1323        | [ 13 ]      |
| 2020 | 1338        | [ 14 ]      |